# Дераки (Сморгонский район)
Дера́ки (бел. Дзяракі, пол. Dzieraki) — хутор в Сморгонском районе Гродненской области Белоруссии.
Входит в состав Кревского сельсовета.
Расположен в юго-восточной части района. Расстояние до районного центра Сморгонь по автодороге — чуть менее 26,5 км, до центра сельсовета агрогородка Крево по прямой — около 12.5 км. Ближайшие населённые пункты — Мысинщина, Римтели, Шлямки. Площадь занимаемой территории составляет 0,0430 км², протяжённость границ 1700 м.

## История
Хутор отмечен на карте Шуберта (середина XIX века) как фольварк Дзеряки в составе Беницкой волости Ошмянского уезда Виленской губернии. В описи 1866 года Дераки насчитывали 4 двора и 13 жителей, из них 4 православных и 9 мусульман.
После Советско-польской войны, завершившейся Рижским договором, в 1921 году Западная Белоруссия отошла к Польской Республике и хутор был включён в состав новообразованной сельской гмины Беница Молодечненского повета Виленского воеводства.
В 1938 году Дераки насчитывали 3 дыма (двора) и 20 душ.
В 1939 году, согласно секретному протоколу, заключённому между СССР и Германией, Западная Белоруссия оказалась в сфере интересов советского государства и её территорию заняли войска Красной армии. Хутор вошёл в состав новообразованного Сморгонского района Вилейской области БССР. После реорганизации административного-территориального деления БССР хутор был включён в состав новой Молодечненской области в 1944 году. В 1960 году, ввиду новой организации административно-территориального деления и упразднения Молодечненской области, Дераки вошли в состав Гродненской области.

## Население
| 1866 | 1938 | 1999 | 2009 |
| ---- | ---- | ---- | ---- |
| 13   | 20   | 17   | 4    |

## Транспорт
Через хутор проходит автомобильная дорога местного значения Н6740 Римтели — Дераки — Мысинщина.